# Osiris (Système de Portail Sans Serveur)
Pour les articles homonymes, voir Osiris (homonymie).
Osiris Système de Portail Sans Serveur (anglais : Osiris Serverless Portal System, généralement abrégé en Osiris sps ou Osiris) est un logiciel freeware utilisé pour créer des portails Web distribués via un réseau P2P sans devoir utiliser des serveurs centralisés. Il est disponible pour les systèmes d'exploitation Microsoft Windows et GNU/Linux.

## Principe
Contrairement aux outils habituellement utilisés pour publier des informations sur Internet, tel que par exemple les systèmes de gestion de contenu, les forums ou les blogs qui sont basées sur un système centralisé, les données d'un portail créé par Osiris sont partagés via réseau P2P entre tous ses participants. Grâce à cette architecture dans laquelle tout le contenu nécessaire à la navigation (à la fois graphiques et textuels) est répliqué sur chaque machine. Le fait de pouvoir utiliser le portail sans serveur central évite que le portail ne devienne inaccessible à cause d'attaques DDoS, ou de limitation de votre FAI, ou tout simplement à cause d'une défaillance matérielle. De cette façon, un portail internet ne nécessite presque pas de frais d'hébergement et est libre de tout contrôle extérieur. 

## Logiciels concurrents
| Logiciel   | Année de dernière version | Type de sites web hébergeables | Anonyme | Réplication |
| ---------- | ------------------------- | ------------------------------ | ------- | ----------- |
| Osiris SPS | 2011                      | Statiques seulement ?          | Oui     | Oui         |
| Freenet    | 2014                      | Statiques seulement            | Oui     | Oui         |
| I2P        | 2014                      | Dynamiques et statiques        | Oui     | Non         |
| TOR        | 2014                      | Dynamiques et statiques        | Oui     | Non         |